# Johann Matthäus von Faulhaber

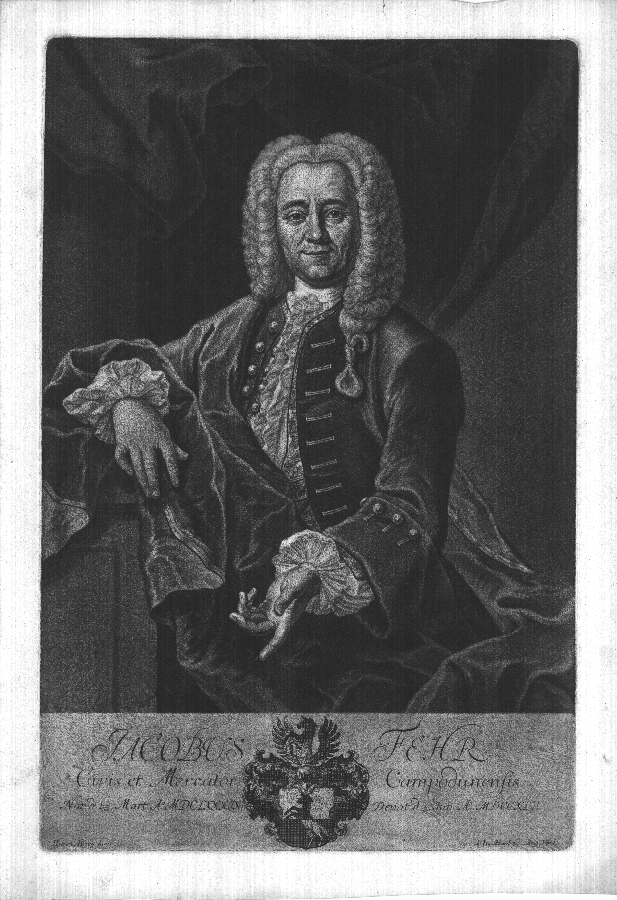
Johann Matthäus von Faulhaber

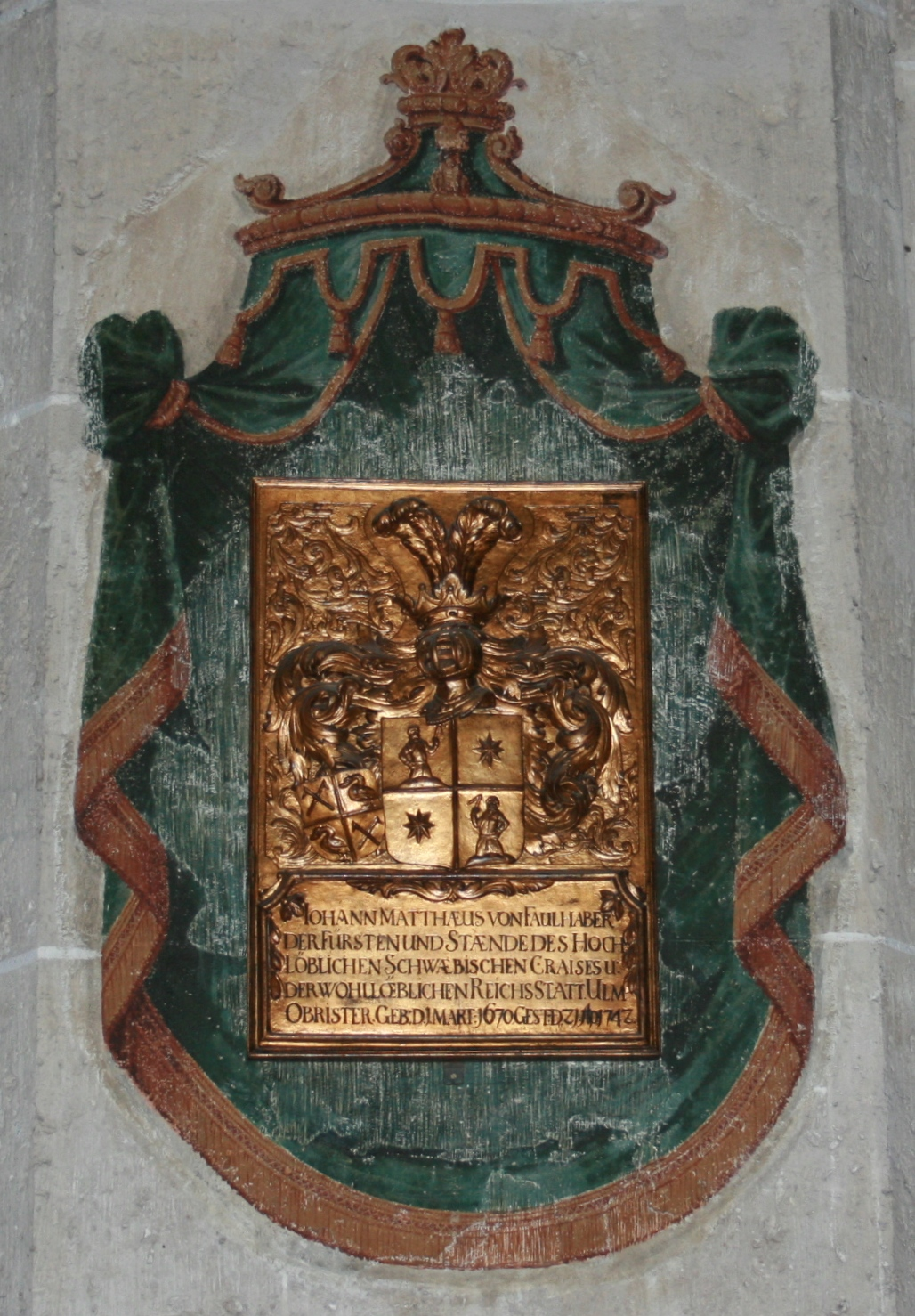
Totenschild des Johann Matthäus von Faulhaber an einem Pfeiler im Seitenschiff des Ulmer Münsters

Johann Matthäus von Faulhaber, geboren als Johann Matthäus Faulhaber (* 1. März 1670 in Ulm, Heiliges Römisches Reich; † 21. April 1742 ebenda) war ein deutscher Ingenieur, Offizier und Historiker.

## Leben
Johann Matthäus Faulhaber entstammte der angesehenen Ulmer Patrizierfamilie Faulhaber. Sein Vater Anton Faulhaber (1629–1686) war ein Enkel des Ulmer Gelehrten und Mathematikers Johannes Faulhaber. Seine Mutter Anna Barbara, geb. Cramer, war die zweite Ehefrau seines Vaters.
Faulhaber wurde 1688 Offizier in „Durlachischen Diensten“. Ab 1700 war er als zunächst als Ingenieurhauptmann, später als Obrist in der Garnison in Ulm stationiert.
Faulhabers Vater Anton war Ingenieur und Zeugwart in Ulm gewesen und hatte bereits 1680 ein mehrbändiges Werk zur „Artilleriekunst“ verfasst. Dieses Werk vervollständigte Johann Matthäus Faulhaber und gab es im Jahr 1702 komplett neu heraus.
Als im Jahr 1702 im Zuge des Spanischen Erbfolgekrieges die Truppen des bayerischen Kurfürsten Maximilian Emanuel die Reichsstadt Ulm überfielen, erwarb Faulhaber besondere Verdienste um die Verteidigung des Ulmer Zeughauses. Bereits 1705 wurde Faulhabers Einsatz in einem zeitgenössischen Werk beschrieben. Fast einhundert Jahre später schilderte Albrecht Weyermann in seinem Buch „Von Gelehrten, Künstlern und andern merkwürdigen Personen aus Ulm“ dieses Ereignis wie folgt:

„Als 1702 im Bayerischen Successionskriege die Bayern und Franzosen sich der Stadt bemächtigten und ein kleines Corps derselben sich des Zeughauses bemeistern wollte, so stellte er sich, weil er überrascht wurde und noch keine Anstalten zur Gegenwehr getroffen waren, mit einer leeren Kanone und ein paar Kanonier unter die Thür des Zeughauses; da dieses die Feinde sahen, flohen sie davon;...“

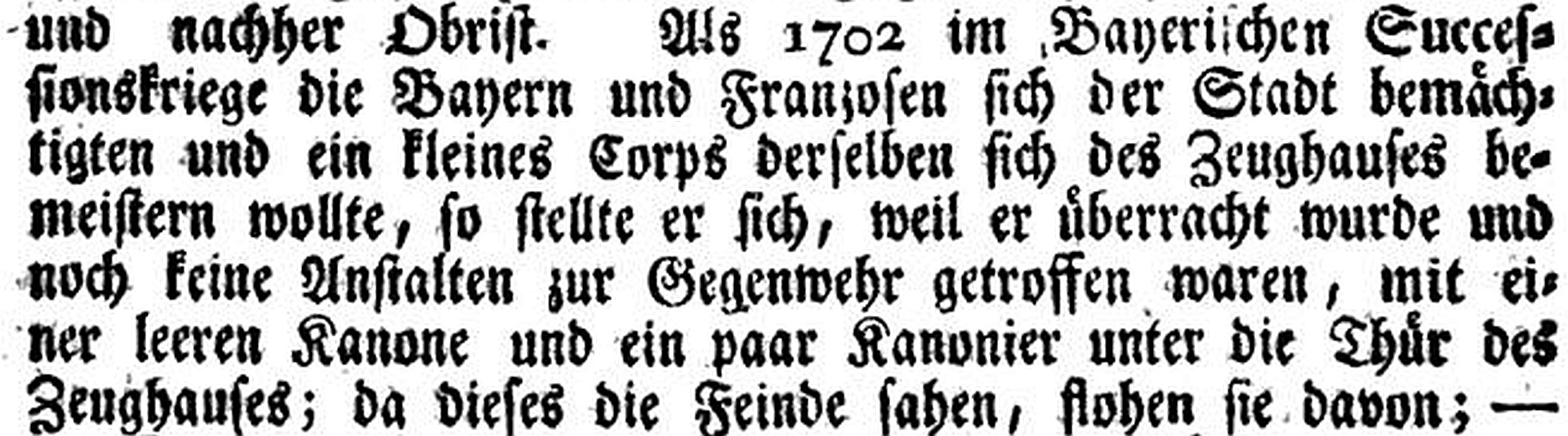
Faulhabers Rettung des Ulmer Zeughauses in Weyermanns Buch

Die Geschichte dieses Feldzugs und seine Auswirkungen auf den Schwäbischen Reichskreis hielt Faulhaber in seinem Werk „Der hart gedruckte doch wieder befreyte schwäbische Crayß...“ für die Nachwelt fest und fertigte dazu zwölf Handzeichnungen an.
Kaiser Karl VI. erhob Johann Matthäus Faulhaber wegen seiner militärischen Verdienste im Jahr 1713 in den Adelsstand. In der Folgezeit durften er und seine Nachkommen den Namen „von Faulhaber“ führen. Mit der Erhebung in den Adelsstand war die Verleihung eines Wappens verbunden, das wie folgt beschrieben wird: Quadrierter Schild, im 1. und 4. Feld ein aus einem Dreiberg wachsender Mann, in der inneren Hand einen Zirkel haltend, im 2. und 3. Feld achtstrahliger Stern, gekrönter Helm mit vier Straußenfedern.
Johann Matthäus von Faulhaber starb im Frühjahr 1742 im Alter von 72 Jahren in Ulm.

## Gedenken

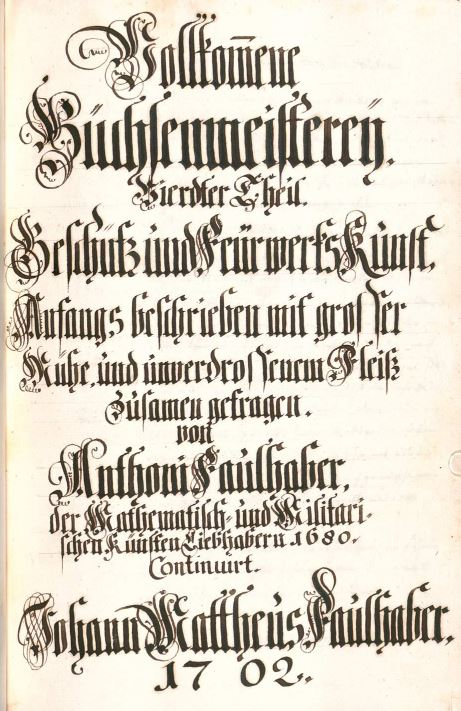
Titelblatt des IV. Bandes von Faulhabers „Artilleriekunst“

Zum Gedenken an Johann Matthäus von Faulhaber wurde an einem Pfeiler im nördlichen Seitenschiff des Ulmer Münsters ein prunkvoller Totenschild angebracht, der als einziges Grabdenkmal der großen Familie Faulhaber in Ulm bis heute erhalten ist. Er zeigt in der Mitte das Faulhaber-Wappen und seitlich etwas kleiner das Wappen der Familie seiner Ehefrau (Ehinger) und wird von einem Fresko umrahmt. Die zugehörige Tafel trägt die Inschrift: 

„JOHANN MATTHÆUS VON FAULHABER DER FÜRSTEN UND STÆNDE DES HOCHLÖBLICHEN SCHWÄBISCHEN CRAISES U. DER WOHLLÖBLICHEN REICHSSTATT ULM OBRISTER GEB. D. 1. MART. 1670: GEST. D. 21 AP. 1742“

## Familie
Faulhaber heiratete im Dezember 1696 im Ulmer Münster die 17-jährige Catharina Ehinger, die ebenfalls einer Patrizierfamilie entstammte. Das Ehepaar bekam zwischen 1698 und 1717 zwölf Kinder.

## Werke
- Der hart gedruckte doch wieder befreyte schwäb. Crayß, oder ganz kurze doch gründliche Beschreibung des Bayerischen Krieges .... Mit 12 Handzeichnungen.
- Johann Matthäus Faulhaber, Anton Faulhaber: Artilleriekunst I-IV. (1680–1702).